# Club Deportivo Palestino
El Club Deportivo Palestino és un club de futbol xilè de la ciutat de Santiago de Xile.

## Història
El club fou fundat el 20 d'agost de 1920, quan participà en una competició colonial a Osorno. El 1952, el club fou acceptat a la lliga xilena de segona divisió, la qual guanyaren, assolint l'ascens a primera. L'any 1955, el club guanyà el seu primer campionat nacional, sota el control de l'argentí Guillermo Coll. En aquells anys el club fou conegut amb el sobrenom dels milionaris, a causa de la seva habilitat d'adquirir futbolistes de primera línia.
El 1978 guanyà el seu segon títol de lliga, aquest cop liderat per Elías Figueroa. En aquest campionat, el club establí un rècord de partits imbatut al campionat i, a més, guanyà la copa xilena, el que significà l'obtenció del doblet.
El 2004 es convertí en societat anònima, però, aquest fet no significà una millora en els resultats. El Palestino disputa els seus partits a l'estadi Santa Laura, amb capacitat per a 28.500 espectadors.

## Palmarès
- 2 Lliga xilena de futbol: 1955, 1978
- 2 Copa xilena de futbol: 1975, 1978
- 2 Lliga xilena de segona divisió: 1952, 1972

## Jugadors destacats
| - Clarence Acuña - Marcelo Corrales - Jorge Da Silva - Silvio Fernández Dos Santos - Oscar Fabbiani - Elías Figueroa - Patricio Galaz - Pablo Lenci | - Jorge Muñoz - Luis Oyarzún - Eros Pérez - Jaime Ramírez - Héctor Robles - Leonel Sánchez - Mathias Vidangossy - Javier Zeoli |

## Evolució de l'uniforme
| 1955 | 1978 | 1991 |